# Croissy-sur-Celle
Croissy-sur-Celle är en kommun i departementet Oise i regionen Hauts-de-France i norra Frankrike. Kommunen ligger i kantonen Crèvecœur-le-Grand som tillhör arrondissementet Beauvais. År 2022 hade Croissy-sur-Celle 234 invånare.

## Befolkningsutveckling
Antalet invånare i kommunen Croissy-sur-Celle
| Referens: INSEE |